# Gardens by the Bay
Gardens by the Bay (in cinese: 滨海湾花园, pinyin: bīnhǎi wān huāyuán) è un parco di 101 ettari di superficie bonificata (1,01 km²), situato nel centro di Singapore, adiacente al lago artificiale Marina Reservoir. Il parco è formato da tre sezioni, che si affacciano sull'acqua: Bay South Garden, Bay East Garden e Bay Central Garden. Il parco più grande è il Bay South Garden di 0,54 km².
Gardens by the Bay è diventato uno dei poli turistici più popolari della città, attirando 6.4 milioni di visitatori nel 2014 ed ha superato i 20 milioni di visitatori nel novembre 2015. Nel 2023 ha raggiunto 100 milioni di visitatori.

## Storia
I Gardens by the Bay (tradotti letteralmente in italiano come "giardini sulla baia") fanno parte del progetto del governo di trasformare Singapore da "città giardino" a "città in un giardino". L'obiettivo è di alzare la qualità della vita, migliorando le zone verdi della città. Annunciati dal Primo Ministro Lee Hsien Loong nel 2005, i Gardens by the Bay sarebbero dovuti diventare la prima zona verde di Singapore ed un'icona della città.
Nel 2006 è stata tenuta una competizione internazionale per il design dei giardini, a cui hanno partecipato 170 studi di 24 paesi per presentare ben 70 progetti. Due studi britannici, Grant Associates e Gustafson Porter, hanno vinto gli appalti per la realizzazione rispettivamente dei Bay South e dei Bay East Gardens. Accanto allo studio Grant Associates, la squadra di design era composta anche da WilkinsonEyre (architetti), Atelier Ten (consulenti della progettazione ambientale) e Atelier One (ingegneri strutturali). Sono stati anche supportati da diversi studi di Singapore, tra cui, CPG Consultants (architetti, consulenza civile e strutturale, cunsulenza meccanica ed elettrica), Meinhardt Infrastructure (consulenza civile e strutturale), Langdon & Seah (consulenza sui costi) e PMLink (gestione dei progetti).

## Struttura

### Bay Central Garden
Il Bay Central Garden è un collegamento tra Bay South e Bay East Gardens. Occupa 15 ettari e permette una passeggiata di circa 3 km dal centro alla parte est della città.

### Bay East Garden

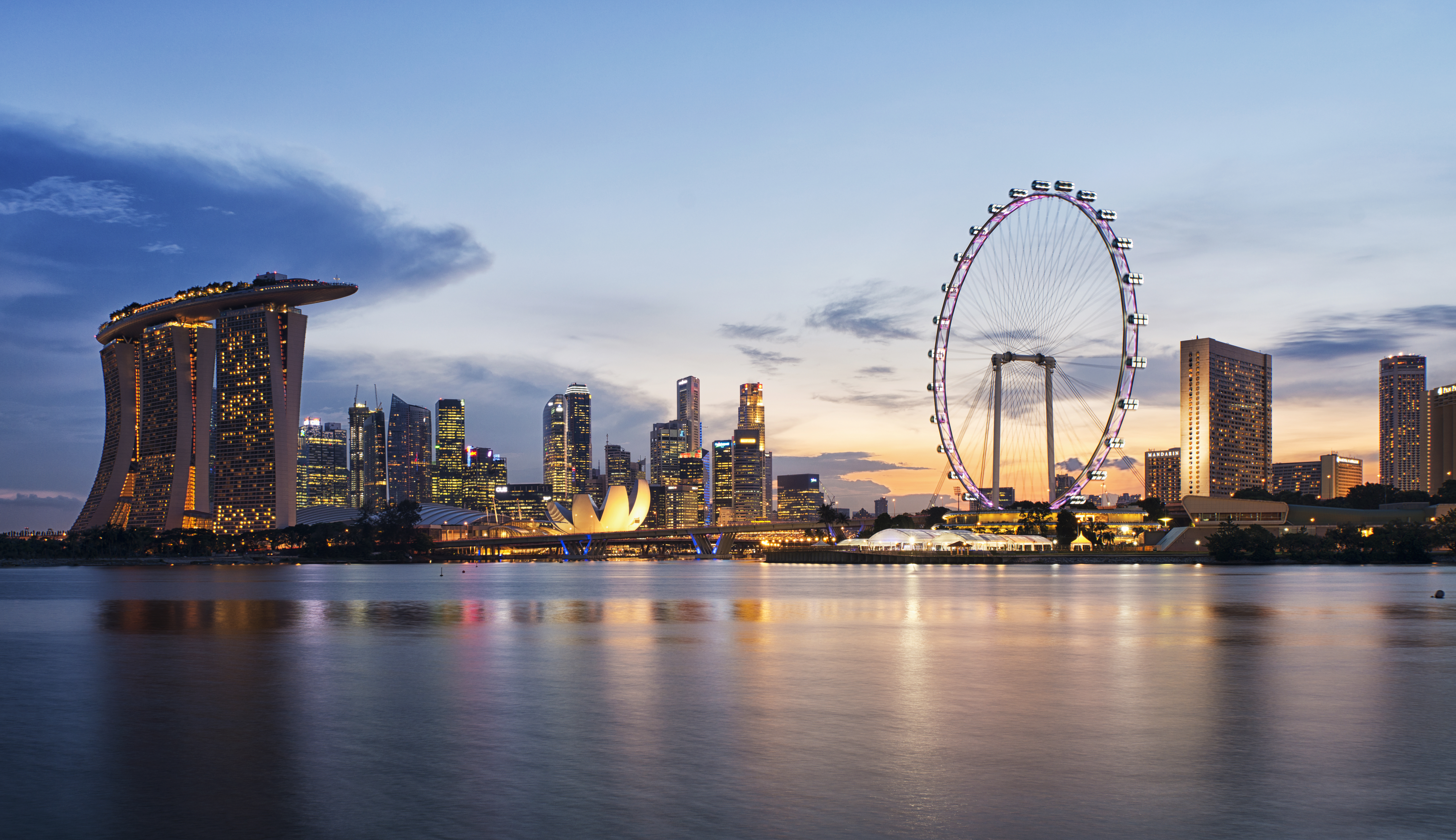
Vista di Singapore dal Bay East Garden.

Il Bay East Garden si espande su un terreno di 32 ettari ed ha una passeggiata di circa 2 km che costeggia il Marina Reservoir (bacino per la desalinizzazione dell'acqua marina).
La prima fase del giardino è stata aperta nell'ottobre 2011 per permettere un accesso alternativo alla diga di Marina.
È stato disegnato come una serie giardini a forma di grandi foglie tropicali, ognuna con il loro tema e caratteristiche.
In linea con la politica del governo per incoraggiare stili di vita attivi, una serie di strategie ambientali si combinano per migliorare le condizioni micro-climatiche e attirare le persone nel parco. Sono state create nuove prese d'acqua lungo la costa e sono stati progettati per permettere ai venti di raffreddare le aree di attività.

### Bay South Garden

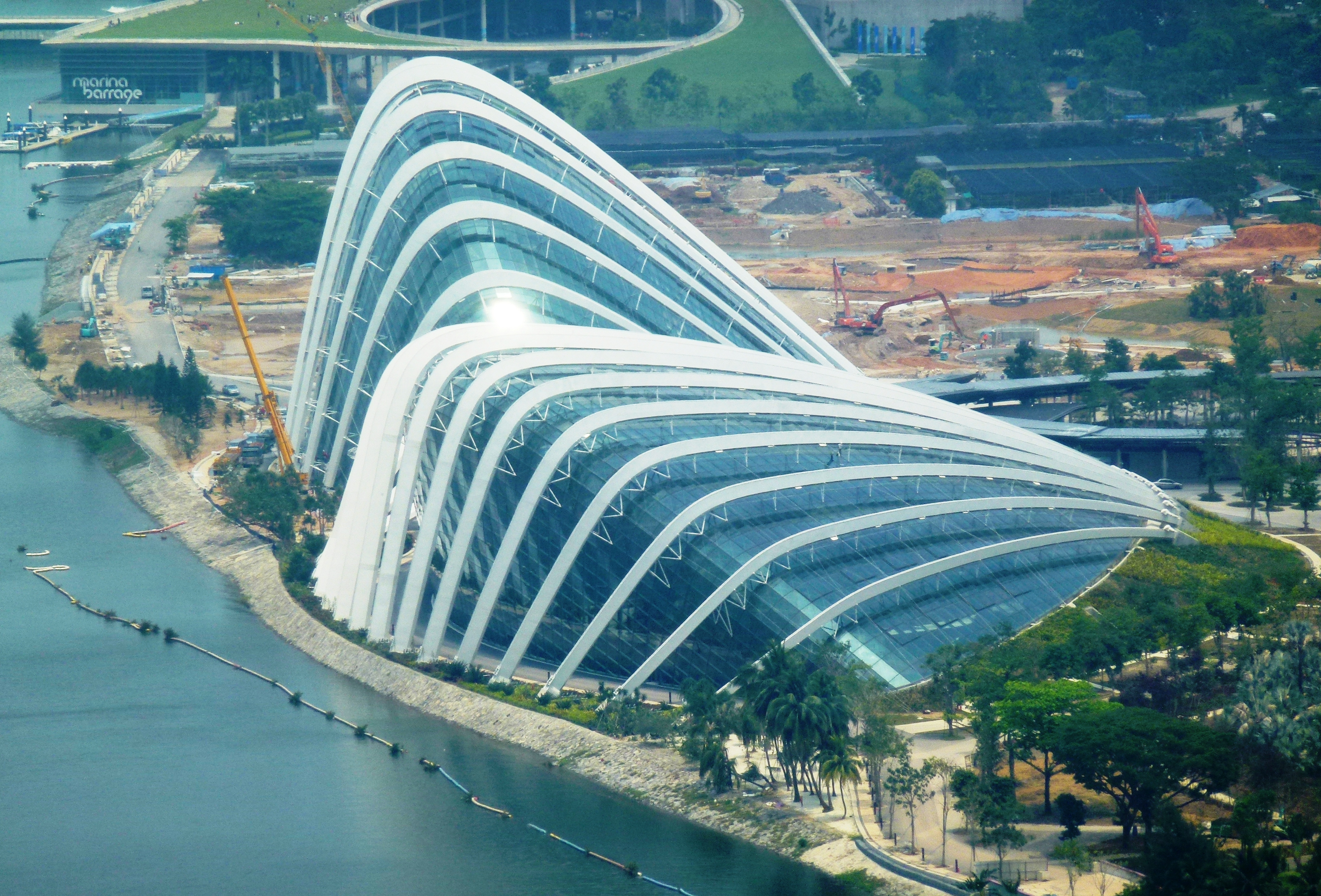
Le serre nel 2012: la Cloud Forest dietro e la Flower Dome in primo piano.

Il Bay South Garden ha aperto al pubblico il 29 giugno 2012. È il più grande dei tre giardini con 54 ettari ed offre creazioni artistiche e l'eccellenza nell'orticoltura tropicale. L'intero design prende ispirazione dalle orchidee, rappresentanti dei tropici e di Singapore (l'orchidea Vanda Miss Joaquim è il fiore nazionale).
Il complesso del Bay South Garden comprende due serre: la Flower Dome (in cinese: 花穹, tradotto letteralmente come "La Cupula del Fiore") e la Cloud Forest (in cinese: 云雾林, tradotto letteralmente come "Foresta Pluviale"), situate sulla riva del Marina Reservoir.
Le serre, disegnate da WilkinsonEyre, sono state progettate per essere un modello di edificio tecnologico sostenibile e per provvedere un clima ottimo per la flora in tutte le stagioni. L'acqua piovana è raccolta dalla superficie e fatta circolare nel sistema di raffreddamento connesso con i super-alberi. La superficie vetrata, inoltre, consente il passaggio del 65% delle radiazioni e allo stesso tempo modera il passaggio del calore del 35%. Le speciali vetrate sono anche fornite di un sistema di ombreggiamento automatizzato quando l'ambiente diventa troppo caldo. Per risparmiare le serre vengono raffreddate dal basso e l'aria viene prima deumidificata per rendere il processo di raffreddamento più veloce.

#### Flower Dome

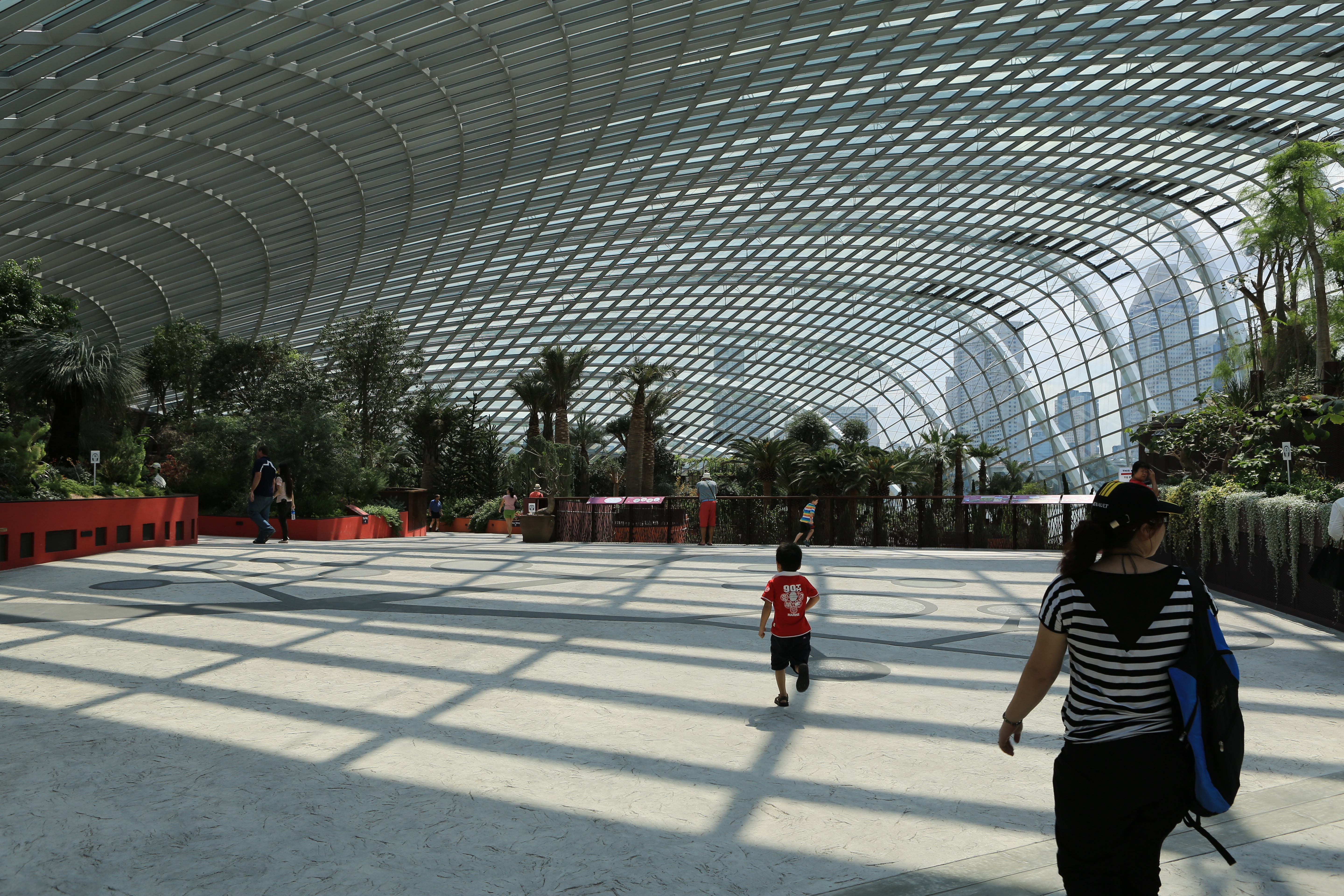
Entrata della Flower Dome.

La Flower Dome è la più bassa, ma la più larga delle due serre, con 1,2 ettari di superficie. La Flower Dome detiene il Guinness dei primati come "la più grande serra di vetro senza colonne al mondo".
Replica un clima mite, asciutto e contiene piante dal Mediterraneo e da aree semi-tropicali. La temperatura si aggira intorno ai 23 °C/25 °C, poco più bassa di notte.
La Flower Dome ospita sette diversi giardini (giardino californiano, giardino sud-americano, giardino mediterraneo, giardino sud-africano, giardino australiano, giardino succulento ed un giardino di baobab), una foresta di ulivi ed anche una mostra temporanea di fiori.
Qui una lista di alcune specie di piante ospitate nella Flower Dome:
- Adansonia grandidieri
- Adansonia madagascariensis
- Adenanthos sericeus
- Agave guiengola
- Agave nickelsiae
- Agave victoriae-reginae
- Aloe barberae
- Anigozanthos flavidus
- Araucaria araucana
- Bombax ceiba
- Brachychiton rupestris
- Brahea armata
- Bulbine namaensis
- Camellia japonica
- Carnegiea gigantea
- Ceiba chodatii
- Cleistocactus winteri
- Crassula ovata
- Cyphostemma juttae
- Dasylirion longissimum
- Dianthus barbatus
- Dorstenia gigas
- Dracaena draco
- Echinocactus grusonii
- Euphorbia horrida
- Faucaria tigrina
- Ferocactus glaucescens
- Ferocactus pottsii
- Fouquieria columnaris
- Jubaea chilensis
- Magnolia grandiflora
- Olea europaea
- Phoenix canariensis
- Phoenix dactylifera
- Protea cynaroides
- Pseudobombax ellipticum
- Xanthorrhoea glauca

#### Cloud Forest

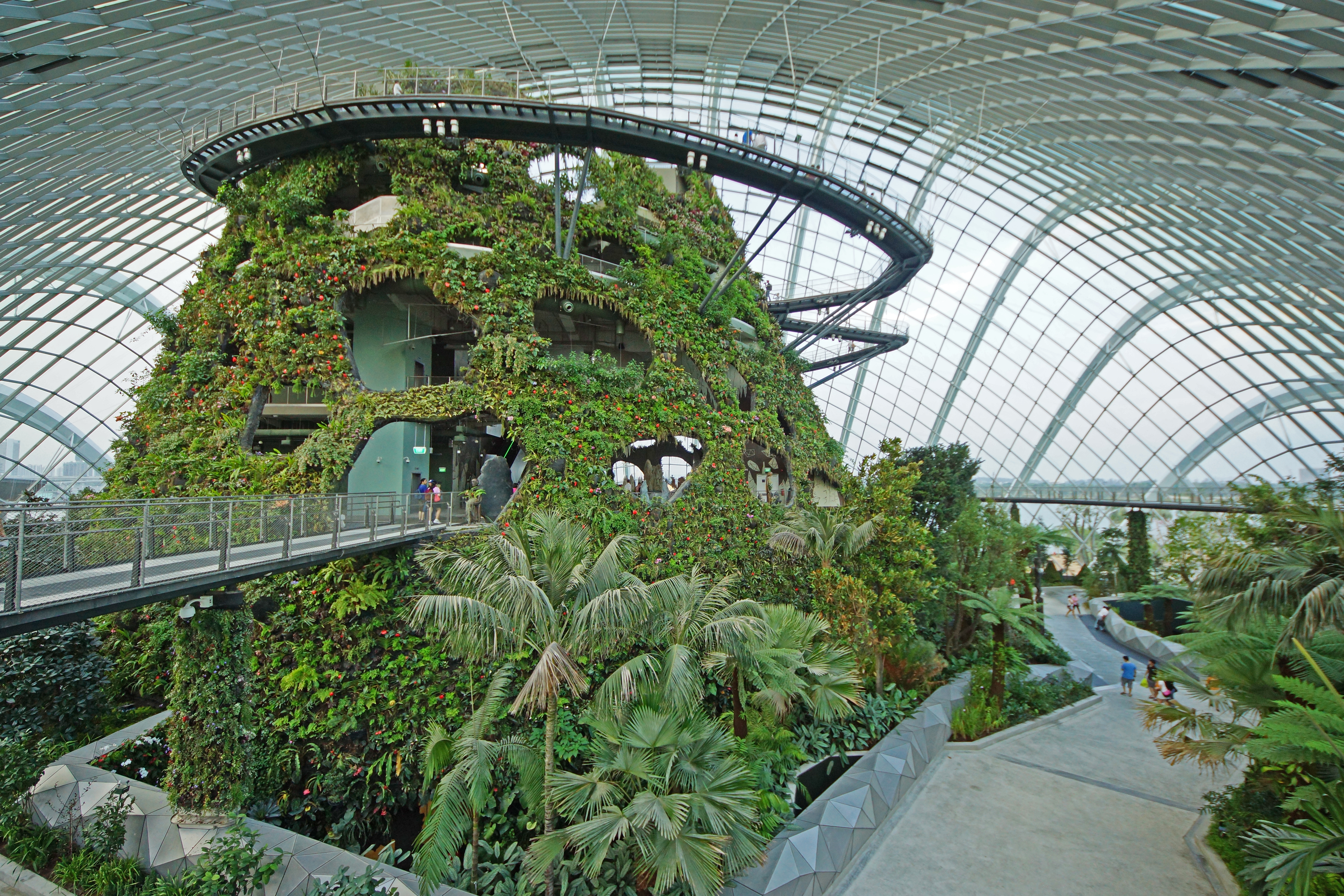
La Cloud Mountain, aggirata dalla Cloud Walk, passerella sospesa di metallo.

La Cloud Forest è la più alta delle due serre, ma è leggermente più piccola rispetto alla Flower Dome, con 0,8 ettari di superficie. Replica il clima umido che si trova nelle regioni montane e tropicali tra i 1000 e i 3000 metri sopra il livello del mare (clima tipico delle foresta pluviale tropicale). La temperatura si aggira intorno ai 23 °C/25 °C e l'umidità si aggira intorno agli 80%-90%.
In questa serra si trova una Cloud Mountain, giardino verticale di 35 metri, accessibile con un ascensore e che sfocia su una cascata artificiale. La montagna è una struttura rivestita di piante epifite (come orchidee, anthurium, muschi, felci, licofite e bromeliaceae) ed è formata da diversi piani, ognuno con un suo tema (Lost World, Cavern, Waterfall View, Crystal Mountain, Cloud Forest Gallery, Cloud Forest Theatre e Secret Garden).
Inoltre nella zona Crystal Mountain si può trovare un'esposizione di stalattiti e stalagmiti, per approfondire la formazione dei continenti e l'importanza dei fossili nella storia del nostro pianeta.
Qui una lista di alcune specie di piante ospitate nella Cloud Forest:
- Arundina graminifolia
- Coelogyne usitana
- Dracula diana
- Gongora gratulabunda
- Masdevallia ayabacana
- Masdevallia Machu Picchu
- Masdevallia echo
- Nepenthes jamban
- Nepenthes truncata
- Nepenthes ventricosa
- Odontoglossum cirrhosum
- Oncidium Sharry Baby
- Paphiopedilum maudiae
- Paphiopedilum rothschildianum
- Phalaenopsis cornu-cervi
- Phalaenopsis schilleriana
- Rhynchostylis gigantea
- Sarracenia
- Wollemia nobilis

### Supertree Grove

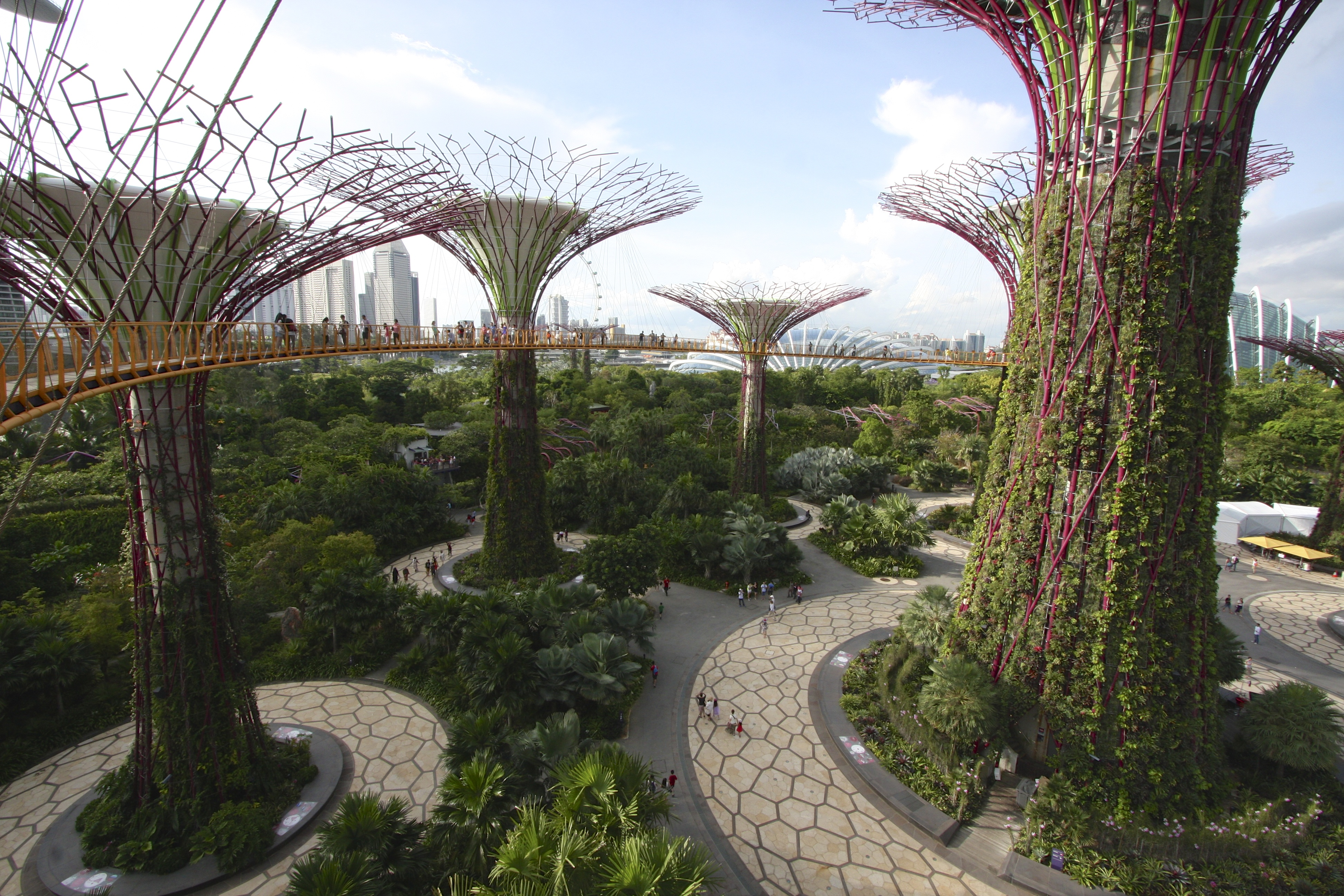
Il Supertree Grove. Si può notare anche l'OCBC Skyway, la passarrela elevata.

I superalberi sono strutture a forma di albero che dominano sui giardini con altezza tra i 25 e i 50 metri. I super-alberi sono giardini verticali che hanno diverse funzioni, tra cui piantare, proteggere dalla luce e sono dei motori ambientali dei giardini.
Dodici super-alberi sono ospitati nel Supertree Grove, altri sei invece sono sparsi tra il Golden ed il Silver Garden.
I super-alberi, costruiti con acciaio e calcestruzzo, ospitano 180.000 piante di 200 specie diverse (tra cui, uniche ed esotiche felci, viti, orchidee ed anche una vasta collezione di bromeliaceae).
La vegetazione è adattata intorno alla tecnologia ambientale che mimetizza la funzione ecologica dei superalberi: pannelli fotovoltaici si caricano con l'energia solare che è utilizzata per l'illuminazione, esattamente come la fotosintesi clorofilliana degli alberi, un sistema di raccolta dell’acqua piovana viene utilizzata per l'irrigazione, esattamente come gli alberi assorbono l'acqua piovana per crescere. Inoltre, i superalberi, servono come presa e scarico d'aria per l'impianto di raffreddamento delle serre. 

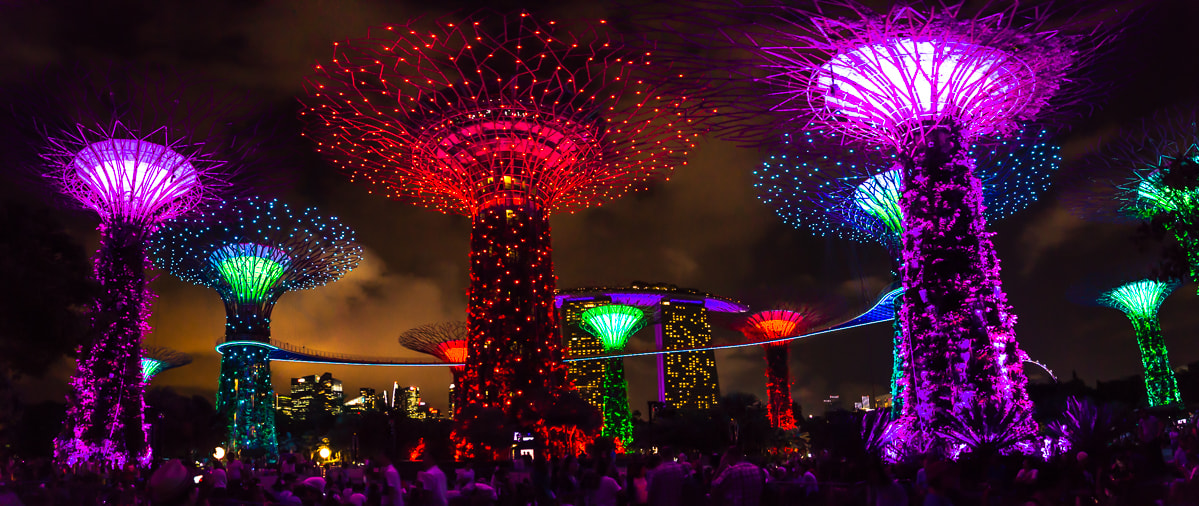
Vista notturna sui superalberi.

Una passerella elevata, l'OCBC Skyway, è stata costruita tra i super-alberi per apprezzare la vista panoramica dei giardini (lunga 128 metri a 22 metri di altezza). Sulla cima del super-albero più alto è stato installato un ristorante, l'IndoChine.
Ogni sera, dalle 19:45 alle 20:45, il Supertree Grove viene animato da luci e musiche coordinate per creare uno spettacolo chiamato Garden Rhapsody. La musica di accompagnamento cambia ogni mese in base al tema prescelto.

### Children's Garden
Disegnato dallo studio Grant Associates, il Children's Garden è stato totalmente finanziato dal Far East Organization per un totale di 10 milioni di dollari.
L'attrazione per i bambini fino ai 12 anni, è stata aperta il 21 giugno 2014. Il giardino è forniti di un parco avventura, una casa sull'albero, trampolini, ponti sospesi e travi di equilibrio.

## Costi
Il costo di costruzione finale del progetto, non includendo il prezzo per il suolo, è stato di 1 miliardo e 35 milioni di dollari americani.
I costi di esercizio annuali del Gardens by the Bay sono di circa 58 milioni, di cui 28 milioni di dollari per le serre.

## Media
- La serie televisiva di documentari Planet Earth II mostra nell'episodio 6, "Cities", il bosco di superalberi.[39]
- Il parco è stato teatro delle riprese di Hitman: Agent 47.[40][41]
- In intera missione del videogioco del 2015 Call of Duty: Black Ops III si tiene ai Garderns by the Bay.[42]
- Nel ventesimo film d'animazione di Detective Conan del 2016, appare solo nei titoli di coda.
- Il Supertree Grove è stata location del film del 2018, Crazy & Rich.[43]